# Oxalis rubropunctata
Oxalis rubropunctata är en harsyreväxtart som beskrevs av Salter. Oxalis rubropunctata ingår i släktet oxalisar, och familjen harsyreväxter. Inga underarter finns listade i Catalogue of Life.